# Lomaptera antoinei
Lomaptera antoinei är en skalbaggsart som beskrevs av Rigout 1997. Lomaptera antoinei ingår i släktet Lomaptera och familjen Cetoniidae. Inga underarter finns listade i Catalogue of Life.